# Danh mục đầu tư
Danh mục đầu tư (Portfolio) hay gọi đầy đủ là danh mục đầu tư tài chính (Finance portfolio) là tập hợp các các khoản đầu tư. Đây là một danh sách các tài sản đầu tư mà một cá nhân hoặc tổ chức đang nắm giữ hoặc quản lý để giúp nhà đầu tư quản lý và theo dõi các khoản đầu tư, và xác định các tiềm năng đầu tư mới. Thuật ngữ "danh mục đầu tư" dùng để chỉ bất kỳ sự kết hợp nào của tài sản tài chính như cổ phiếu, trái phiếu, chứng chỉ quỹ và tiền mặt các loại, nó bao gồm các loại tài sản khác nhau như chứng khoán, bất động sản, ngoại tệ, trái phiếu, quỹ đầu tư và các sản phẩm tài chính khác. Danh mục đầu tư có thể do các nhà đầu tư cá nhân nắm giữ hoặc do các chuyên gia tài chính, quỹ đầu cơ, ngân hàng và các tổ chức tài chính khác quản lý. Việc xây dựng và quản lý một danh mục đầu tư hiệu quả là công cụ quan trọng để đạt được mục tiêu đầu tư.

## Đại cương
Nguyên tắc chung được chấp nhận là danh mục đầu tư được thiết kế theo khả năng chịu rủi ro (mức độ khẩu vị rủi ro), khung thời gian và mục tiêu đầu tư của nhà đầu tư. Giá trị tiền tệ của mỗi tài sản có thể ảnh hưởng đến tỷ lệ rủi ro/phần thưởng của danh mục đầu tư. Khi xác định phân bổ tài sản, mục tiêu là tối đa hóa lợi nhuận kỳ vọng và giảm thiểu rủi ro. Đây là một ví dụ về vấn đề tối ưu hóa đa mục tiêu: có nhiều giải pháp hiệu quả khả dụng và giải pháp ưu tiên phải được lựa chọn bằng cách xem xét sự đánh đổi giữa rủi ro và lợi nhuận. Cụ thể, danh mục đầu tư A bị chi phối bởi danh mục đầu tư A' khác nếu A' có mức tăng kỳ vọng lớn hơn và rủi ro thấp hơn A. Nếu không có danh mục đầu tư nào chi phối A, A là danh mục đầu tư tối ưu Pareto. Tập hợp các lợi nhuận và rủi ro tối ưu Pareto được gọi là biên giới hiệu quả Pareto cho vấn đề lựa chọn danh mục đầu tư Markowitz. Gần đây, một cách tiếp cận thay thế để đa dạng hóa danh mục đầu tư đã được đề xuất trong các tài liệu kết hợp rủi ro và lợi nhuận trong vấn đề tối ưu hóa.
Có nhiều loại danh mục đầu tư bao gồm danh mục đầu tư thị trường và danh mục đầu tư bằng không. Phân bổ tài sản của danh mục đầu tư có thể được quản lý bằng bất kỳ phương pháp và nguyên tắc đầu tư nào sau đây như trọng số cổ tức, trọng số bằng nhau, trọng số vốn hóa, trọng số giá, rủi ro ngang bằng, mô hình định giá tài sản vốn, lý thuyết định giá chênh lệch giá, Chỉ số Jensen, tỷ lệ Treynor, hệ số Sharpe, mô hình giá trị rủi ro, lý thuyết danh mục đầu tư hiện đại và các phương pháp khác. Có một số phương pháp để tính lợi nhuận và hiệu suất danh mục đầu tư. Một phương pháp truyền thống là sử dụng lợi nhuận theo trọng số tiền hàng quý hoặc hàng tháng; tuy nhiên, phương pháp theo trọng số thời gian thực là phương pháp được nhiều nhà đầu tư trên thị trường tài chính ưa chuộng. Ngoài ra còn có một số mô hình để đo lường phân bổ hiệu suất của lợi nhuận danh mục đầu tư khi so sánh với chỉ số hoặc chuẩn mực, một phần được xem là chiến lược đầu tư.